# Gregoriaans Koor van Leuven
In 1980 werd het Gregoriaans Koor van Leuven gesticht door Frans Mariman, die dirigent van het koor bleef tot 2014, waarna Peter Canniere de dirigeerstok overnam. Het koor is niet aan een specifieke kerk of parochie verbonden, maar zingt regelmatig concerten, audities en missen. 
Het ensemble heeft zich als doel gesteld een bijdrage te leveren tot het bewaren en herwaarderen van het gregoriaans. Bij het zingen wordt grondige aandacht besteed aan de specifieke ‘zwevende’ ritmiek van het gregoriaans, aan de semiologie van de neumennotatie, en aan de modaliteit, dit alles in functie van de tekst. Het koor poogt het gregoriaans te benaderen volgens de aanduidingen van de oudste handschriften (Sankt Gallen, Einsiedeln, Laon) om op die manier het gregoriaans een nieuwe dynamiek en expressie te verlenen.
De dirigent en de meeste van de leden bestudeerden de oudste notaties aan het Centrum Gregoriaans in Drongen en in seminaries en cursussen in binnen- en buitenland. Een aantal onder hen zijn eveneens docent aan het Centrum Gregoriaans Drongen en de Académie du chant grégorien (Koekelberg).
Het Graduale Triplex (Solesmes) is het basiswerkboek waaruit de interpretaties opgebouwd worden, aangevuld met gezangen uit het antifonarium. Soms wordt de gedrukte melodie licht gewijzigd, rekening houdend met de melodische restituties van specialisten als Kees Pouderoijen, Fred Schneyderberg(†) en Wim van Gerven(†). De gregoriaanse gezangen komen het best tot hun recht in een liturgische context, maar worden door het Gregoriaans Koor van Leuven ook concertant gebracht.

## Dirigent
Van 1980 tot 2014 werd het Gregoriaans Koor van Leuven gedirigeerd door Frans Mariman (1937-2016). Hij studeerde in Leuven aan het Lemmensinstituut en aan de universiteit (musicologie), en in Parijs aan het Institut Catholique bij A. Le Guennant. De semiologie van het gregoriaans bestudeerde hij in cursussen en seminaries bij Eugène Cardine, Luigi Agostoni, Godehard Joppich en Johannes Berchmans Göschl.
Vanaf 2014 is de dirigent Peter Canniere.

## Opnames
Het Gregoriaans koor van Leuven maakte tot nu toe drie opnames, de LP Commune Sanctorum, de CD’s Splendor Gregorianus (1994) en De Metten van Kerstmis (1999).